# Вила дел Требио
Вилa дел Требио (итал. Villa del Trebbio) је вила Медичија у близини места Сан Пјеро а Сјеве (итал. San Piero a Sieve), у округу Фиренца (итал. Provincia di Firenze), регији (итал. regioni), Тоскана (итал. Toscana), општини Скарпериа е Сан Пјеро (итал. Scarperia e San Piero) и Муђело (итал. Mugello), из које је потекла породица Медичи (итал. Medici). То једна једна од првих Медичијевих вила изграђених изван Фиренце. Имање се налази на стратешком положају на Апенинима (итал. Appennini), на врху брда које доминира над долином Вал ди Сјеве (итал. Val di Sieve). Вила је од 2013. године уписана на Унескову листу светске баштине (енгл. World Heritage Site).

## Историја
Првобитни замак дел Требио био је у власништву породице Медичи (итал. Medici) од 1309. године. Имање се налази делом у подручју Муђела, првобитном дому Медичија и смештен је не на врху брда изнад долине реке Сјеве (итал. Sieve), у близини раскрснице путева, одакле потиче и име Требио, по латинској речи тривијум (лат. trivium). Од усамљеног бедема који је чувао раскрсницу древног етрурско-римског пута, дел Требио је постао замак око 1364. године, када су подигнути утврђени зидови са спољним стазама које су служиле за повезивање торња са две суседне зграде. Зград је припадала Ђованију ди Бичи де Медичију (итал. Giovanni di Bicci de' Medici), оснивачу банке Медичи и творцу богатства породице Медичи. Након његове смрти 1429. године (око 1433.), зграду је преуредио његов син Козимо де Медичи (итал. Cosimo di Giovanni de' Medici), чији је архитекта Микелоцо (итал. Michelozzo di Bartolommeo) преобликовао утврђени замак. Микелоцо је задржао торањ без прозора, јарак са покретним мостом и унутрашње двориште са бунаром али је додао кружну стазу са конзолама, сличну као постојећу на спољашњем периметру .
 Међутим, он је увео и новине које је диктирала потреба наручиоца за одмором, као што је ограђена башта, која је необична за то време и можда први пример који означава оживљавање типа виле познате код старих Римљана. Вила је у суштини остала утврђена зграда, али неке карактеристике као што су вртови изграђени на две терасе поред виле, указују на њену секундарну намену као место за уживање. На горњој тераси је изграђена камена пергола са дворедим стубовима и капителима у јонском стилу од пешчара. На доњој тераси била је друга пергола (која данас не постоји) али је остао сличан распоред повртњака са базеном. Лево од виле, помало изоловано, налази се мала капела. Вила је била окружена шумом и великим пољопривредним имањем, који се граничило са имањем Виле Медичи у Кафађолу (итал. Villa di Cafaggiolo). У шеснаестом веку вилу су проширили Козимо I Медичи (итал. Cosimo I de' Medici), велики војвода Великог војводства Тоскана и његов син Фердинандо I (итал. Ferdinando I de' Medici).  Фердинандо II (итал. Ferdinando II de' Medici) продао  је имање богатом Фирентинцу Ђулијану Сераљију (итал. Giuliano Serragli) 1644. године, који га је затим поклонио католичком реду Конфедерација ораторијума Светог Филипа Нерија (лат. Confoederatio Oratorii Sancti Philippi Nerii). После уједињења Италије 1861. године, кад је италијанска влада одлучила да потисне верске редове 1865. године, Ораторијуми су предали вилу и имање Оресту Кодибу (итал. Oreste Codibò) свом администратору. Након његове смрти, његов нећак Леополдо (итал. Leopoldo) преузео је цео комплекс са имањем, препуштајући зграде пропадању. Наследници су 1886. године продали дел Требио на аукцији, а купила га је Марија Тереза де ла Рошфаукул (фр. Maria Teresa de la Rochefoucauld), удовица принца Марка Антонија Боргезеа (итал. Marco Antonio Borghese), власника оближње Виле Медичи у Кафађолу (итал. Villa medicea di Cafaggiòlo). У 19. веку су сеоске куће поред виле срушене да би се направило место за шуму чемпреса, док башта испред виле, са ружама и живим оградама датира из двадесетог века. Цео комплекс је продат на аукцији од стране Боргезеа 1936. године, а купио га је римски банкар Енрико Скарети (итал. Enrico Scaretti) За једанаест месеци, Вилa дел Требио, која је до тада била рушевина, обновљена је и враћена у њен првобитни изглед по плану из 15. века. Вила данас припада приватном лицу које користи имање за производњу маслина и врхунских вина уз организацију туристичких обиласка виле и имања.

## Галерија
- Унутрашње двориште
- Пергола
- Врт
- Капела
- Панорамски поглед на вилу